# La prima Angélica
La prima Angélica  es una película española dirigida por Carlos Saura y protagonizada por José Luis López Vázquez como un hombre de mediana edad cuyos recuerdos de su niñez durante la guerra civil española le hace revivir su pasado en el hombre maduro que es, mezclando el pasado con el presente. La película fue presentada en Festival de cine de Cannes de 1974, obteniendo el premio del jurado. Sin embargo fue muy polémica en España, ya que fue atacada por sectores ultraderechistas que realizaron escraches en cines donde se proyectaba.

## Sinopsis
Luis, un hombre soltero de mediana edad, vuelve a su tierra natal, Segovia, para enterrar los restos de su madre en el panteón familiar. Allí, rememora su infancia y adolescencia como Luisito, especialmente el amor que sentía por su prima Angélica. Los padres de Luisito lo dejan en casa de su abuela antes de las vacaciones de verano, donde comparte los días previos al inicio de la Guerra Civil junto a dos de sus tías: la tía Pilar, soltera después de que el padre de Luisito la dejase por su hermana Luisa; y otra tía casada con Miguel, padres de la prima Angélica. Finalmente, una tercera tía vive recluida en un convento como monja, sufriendo de dolorosos estigmas que parecen ser señal de su santidad. Estos recuerdos se entremezclan con la Segovia actual, donde una anciana tía Pilar reside en el mismo bloque que una Angélica adulta, casada en un matrimonio infeliz con Anselmo y madre de una niña, también de nombre Angélica. Luis vivirá a caballo entre los dos mundos temporales.

## Reparto
El director refleja la confusión de recuerdos de Luis utilizando a los mismos actores para representar el pasado y el presente del personaje, lo cual puede generar cierta confusión en el espectador. Así, la actriz Lina Canalejas representa a una de las tías de Luisito, madre de su prima Angélica, pero también representa a la Angélica adulta; la niña María Clara Fernández de Loaysa representa a Angélica niña, prima de Luisito, pero también a la hija de la Angélica adulta, de nombre también Angélica; el actor Fernando Delgado representa a Miguel, el padre de Angélica niña, pero también a Anselmo, el marido de la Angélica adulta; finalmente, el actor José Luis Heredia representa al padre Florentino, cura del colegio de Luisito; y a Felipe Sagún, su amigo de la infancia y ahora cura, encargado de oficiar el entierro de los restos de la madre de Luis.
- José Luis López Vázquez: Luisito / Luis.
- Encarna Paso: Luisa, la madre de Luisito.
- Pedro Sempson: el padre de Luisito.
- Lola Cardona: tía Pilar joven, la tía soltera de Luisito.
- Josefina Díaz de Artigas: tía Pilar anciana, la tía soltera de Luis.
- Lina Canalejas: madre de Angélica niña / Angélica adulta.
- María Clara Fernández de Loaysa: Angélica niña / Angélica, hija de Angélica adulta.
- Fernando Delgado: Miguel, padre de Angélica niña / Anselmo, marido de Angélica adulta.
- Julieta Serrano: la monja mortificada, tía de Luisito.
- María de la Riva: abuela de Luisito.
- José Luis Heredia: padre Florentino / Felipe Sagún, amigo de la infancia de Luis.
- José Villasante

## Premios
30.ª edición de las Medallas del Círculo de Escritores Cinematográficos
| Categoría        | Premiado      | Resultado |
| ---------------- | ------------- | --------- |
| Mejor fotografía | Luis Cuadrado | Ganador   |

Premios San Jorge
| Categoría               | Premiado          | Resultado |
| ----------------------- | ----------------- | --------- |
| Mejor película española | La prima Angélica | Ganadora  |

Festival de Cannes 1974
Premio Especial del Jurado